# Альбинолеффе
«Альбинолеффе» (итал. Unione Calcio AlbinoLeffe SrL) — итальянский футбольный клуб из города Альбино, выступающий в Серии С1. Основан в 1998 году после слияния клубов «Леффе» и «Альбинезе». Домашние матчи проводит на стадионе «Альбинолеффе», вмещающем 1791 зрителей.
Сезон 2011/12 команда провалила и вылетела в Лега Про, заняв последнее место в Серии В. За участие в договорных матчах в сезоне 2011/12 клуб был оштрафован на 90 тыс. евро а также начинать чемпионат будет с количеством очков — «-10».

## Достижения
- Кубок Серии С1: 2002